# Allegro assai
Allegro assai és, en música, una indicació de tempo en italià que significa 'força ràpid'. Per tant, pot ser considerat com una variant d'allegro com ho són, també allegro con moto, allegro non tanto, etc. Se situa a la franja alta de la forquilla d'indicacions metronòmiques que corresponen a l'allegro, i per tant, a la frontera amb el Vivace, a aproximadament 150 ppm.
 Quart moviment de la simfonia número 40 de Mozart que porta la indicació de tempo Allegro assai (?·pàg.)